# Andrea Giordana
Andrea Giordana (n. 27 martie 1946, Roma, Regatul Italiei), cunoscut și drept Chip Corman sau Burt Nelson, este un actor și moderator de televiziune italian.